# Chapada dos Guimarães
Chapada dos Guimarães là một đô thị thuộc bang Mato Grosso, Brasil. Đô thị này có diện tích 6206,573 km², dân số năm 2007 là 17710 người, mật độ 2,85 người/km².